# NGC 7140
NGC 7140 est une vaste galaxie spirale barrée située dans la constellation de l'Indien. Sa vitesse par rapport au fond diffus cosmologique est de 2 824 ± 11 km/s, ce qui correspond à une distance de Hubble de 41,6 ± 2,9 Mpc (∼136 millions d'al). NGC 7140 a été découverte par l'astronome britannique John Herschel en 1834. La nuit suivant, John Herschel a observé la même galaxie sans s'en rendre compte. Cette observation a été ajoutée au New General Catalogue sous la désignation NGC 7141.

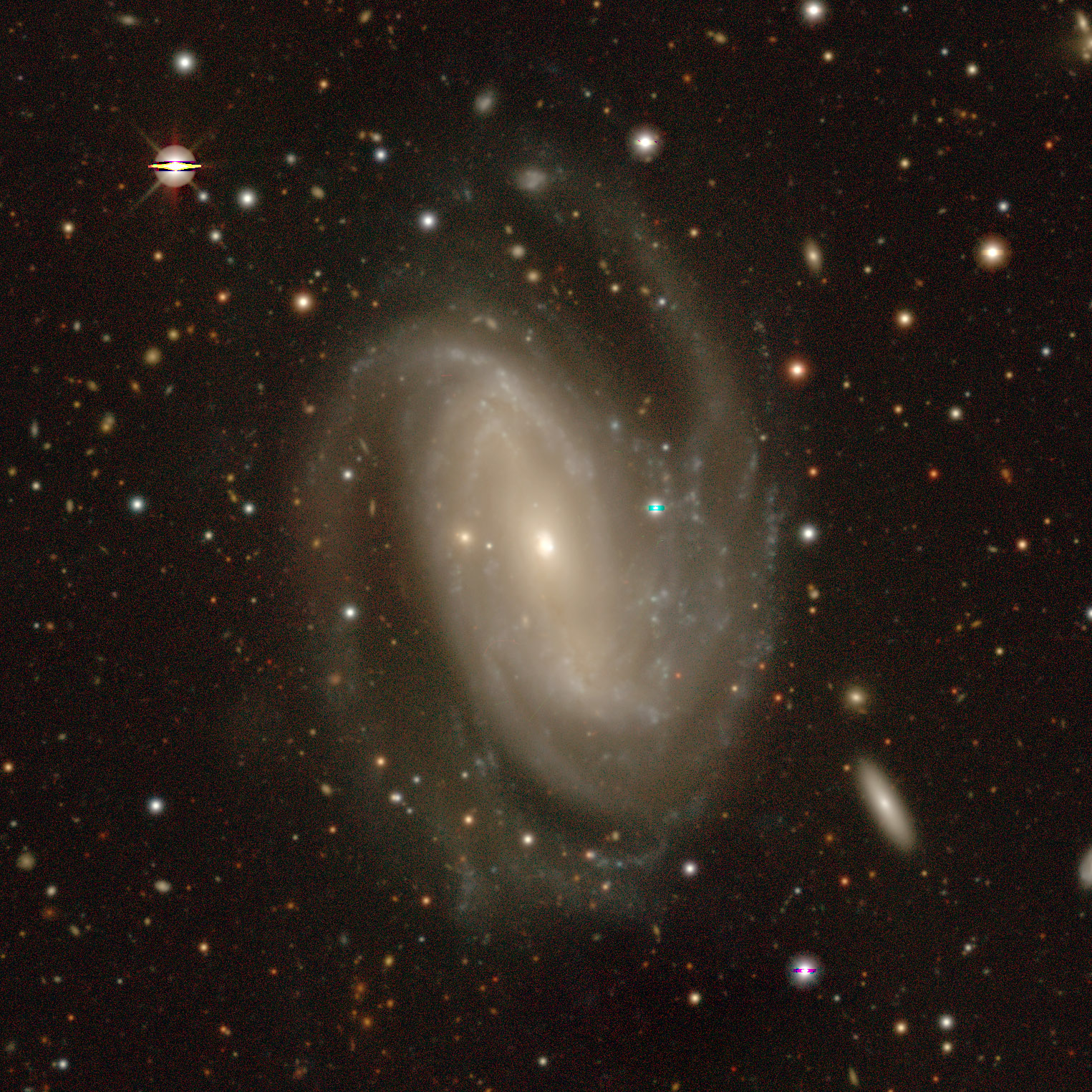
NGC 7140 par un participant du projet (« Legacy Surveys DR10 »).

La classe de luminosité de NGC 7140 est I_II et elle présente une large raie HI.
En raison d'une brillance de surface égale à 14,22 mag/am2, on peut qualifier NGC 7140 de galaxie à faible brillance de surface (LSB en anglais pour low surface brightness). Les galaxies LSB sont des galaxies diffuses (D) avec une brillance de surface inférieure de moins d'une magnitude à celle du ciel nocturne ambiant.
À ce jour, cinq mesures non basées sur le décalage vers le rouge (redshift) donnent une distance de 30,160 ± 4,434 Mpc (∼98,4 millions d'al), ce qui est à l'extérieur des valeurs de la distance de Hubble. Notons que c'est avec la valeur moyenne des mesures indépendantes, lorsqu'elles existent, que la base de données NASA/IPAC calcule le diamètre d'une galaxie et qu'en conséquence le diamètre de NGC 7140 pourrait être d'environ 72,7 kpc (∼237 000 al) si on utilisait la distance de Hubble pour le calculer.